# Erysimum sisymbrioides
Erysimum sisymbrioides är en korsblommig växtart som beskrevs av Carl Anton von Meyer. Erysimum sisymbrioides ingår i släktet kårlar, och familjen korsblommiga växter. Inga underarter finns listade i Catalogue of Life.